# Roger Field
Roger C. Field, född 31 juli 1945 i London, är en industridesigner och uppfinnare med över 100 patent. Field växte upp i London, Canterbury och Schweiz. Han besökte internaten The King's School, Canterbury och Aiglon College i Villars-sur-Ollon. 1965 reste han till Kalifornien och studerade industridesign med ett diplom från California College of the Arts. Han kom till Tyskland 1972.
Field är också känd som gitarrist och har bl.a. spelat tillsammans med Chet Atkins, en vän till honom, och Merle Travis.
Hans mest kända uppfinning är en hopfällbar elgitarr, Foldaxe, som han lät bygga för Chet Atkins. Den kan ses i Atkins bok Me and My Guitars.¹  Field tog med sig en av sina Foldaxe-gitarrer i en Concorde och spelade sången Mr.Sandman den 30 september 1987 som en reklamgag “genom ljudvallen“. Med denna gitarr vann Fields ett viktigt designpris i USA (Designer's Choice Award). Raymond Loewy gratulerade honom även skriftligt till detta pris. 
Field har fotograferat många prominenta tillsammans med en Foldaxe, bl.a. Keith Richards, Sir Mick Jagger, Sir Paul McCartney, Hank Marvin, David Copperfield och Eric Clapton. Det är tack vare Roger Fields inverkan, som Hank Marvin och Bruce Welch kunde bilägga sin över 10 år långa strid och initiera en avskedsturné genom Storbritannien (2004) och Europa (2005) med sitt gamla band The Shadows.
Marcel Dadi komponerade sin sång Roger Chesterfield till Roger Field (CD Guitar Legend Volume 1).
Field är känd i medierna över hela världen som Arnold Schwarzeneggers vän och engelsklärare i München 1968.